# Aster Glacier
Aster Glacier är en glaciär i Antarktis. Den ligger i Västantarktis. Chile gör anspråk på området. Aster Glacier ligger 2 247 meter över havet.
Terrängen runt Aster Glacier är mycket bergig, och sluttar brant österut. Trakten är obefolkad. Det finns inga samhällen i närheten. 